# Montes Uinta

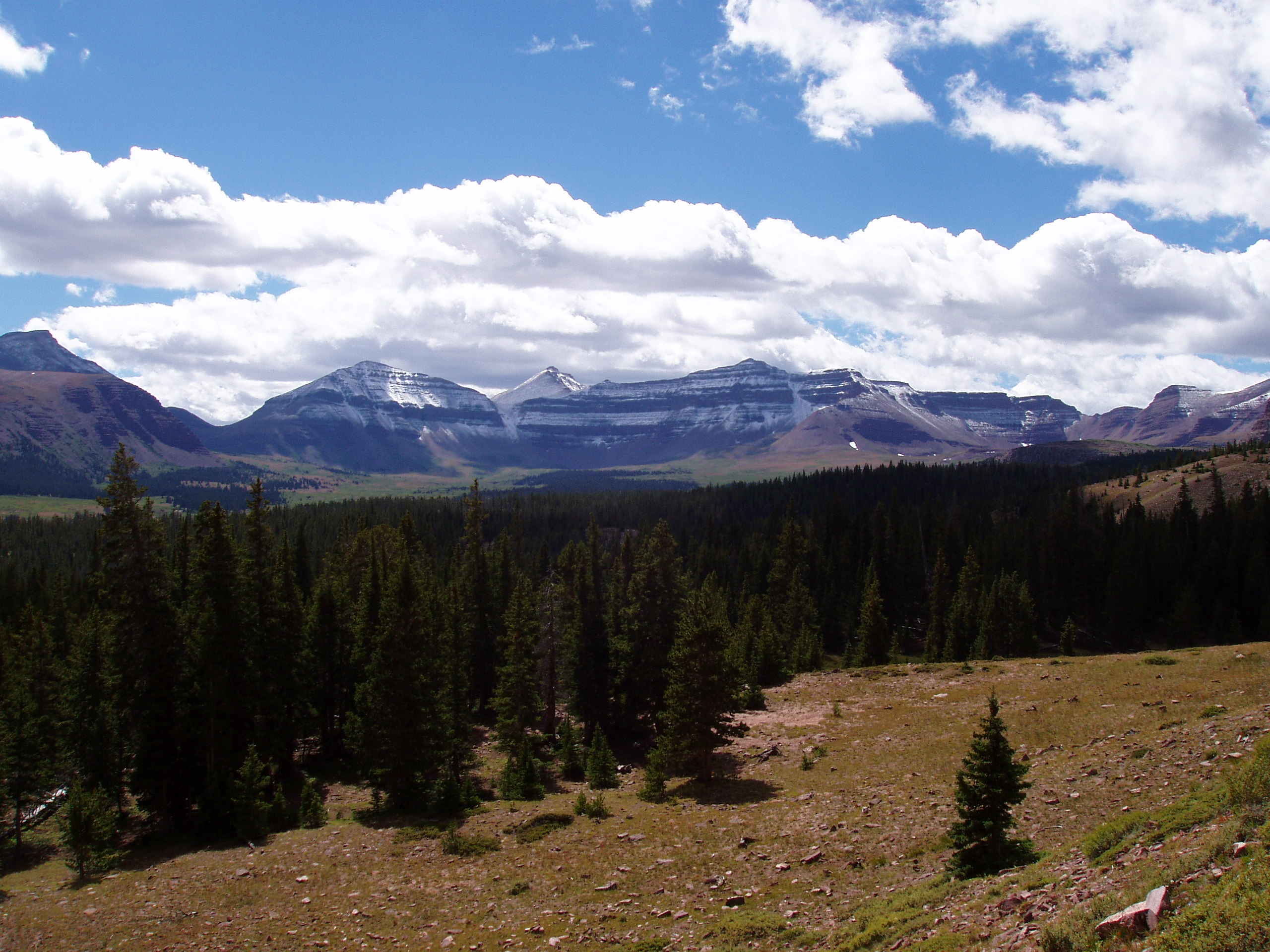
O Kings Peak, ponto mais alto dos Montes Uinta

Os Montes Uinta (Uinta Mountains) são uma alta cadeia montanhosa no nordeste do Utah e extremo noroeste do Colorado, nos Estados Unidos da América, e uma das subcordilheiras das Montanhas Rochosas. Tem a peculiaridade de ser a mais alta cordilheira nos Estados Unidos Continentais com orientação nascente-poente.
É composta por quartzo, xisto e ardósia e tem entre 50 a 70 milhões de anos. Fica a 160 km de Salt Lake City, e os seus cumes atingem entre 3400 e 4123 m de altitude, sendo o mais alto o Kings Peak. A "Mirror Lake Highway" atravessa a parte poente da cordilheira, na direcção do Wyoming.